# William C. Endicott
Pour les articles homonymes, voir Endicott.
William Crowninshield Endicott, né le 19 novembre 1826 à Salem (Massachusetts) et mort le 6 mai 1900 à Boston, est un homme politique américain. Membre du Parti démocrate, il est secrétaire à la Guerre entre 1885 et 1889 dans la première administration du président Grover Cleveland.

## Biographie

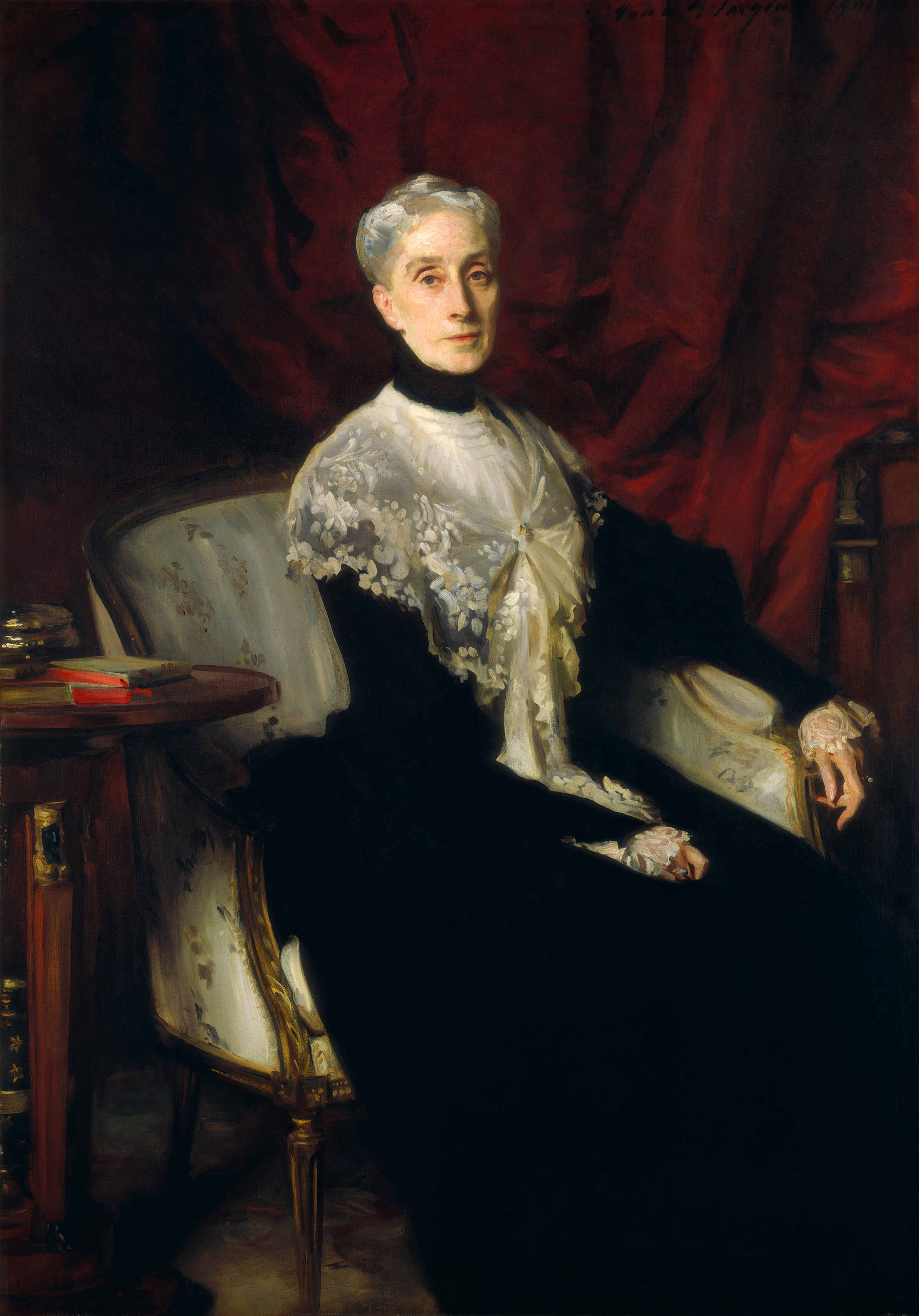
Ellen Peabody Endicott peinte par John Singer Sargent (1901).

Descendant de John Endecott et cousin de Endicott Peabody, il sort diplômé de l'université Harvard en 1847, puis de la Harvard Law School en 1849.
Il épouse en 1859 sa parente, Ellen Peabody, petite-fille de Joseph Peabody (en). Leur fille épousa Joseph Chamberlain.
Il devient Associate Justice of the Massachusetts Supreme Judicial Court (en) en 1873.
Il est secrétaire à la Guerre des États-Unis de 1885 à 1889, dans l'administration de Grover Cleveland.

## Sources
- (en) Cet article est partiellement ou en totalité issu de l’article de Wikipédia en anglais intitulé « William Crowninshield Endicott » (voir la liste des auteurs).